# Groupe d'UGC 11370
Le groupe d'UGC 11370 comprend au moins quatre galaxies situées dans la constellation de la Lyre. La distance moyenne entre ce groupe et la Voie lactée est d'environ 63,3 Mpc (∼206 millions d'al).

## Membres
Le tableau ci-dessous liste les quatre galaxies du groupe indiquées dans l'article de A.M. Garcia paru en 1993.
| Nom       | Class. | Type                 | α (J2000.0)    | δ (J2000.0)   | Vitesse radiale (km/s) | m    | Distance (Mpc) | Diamètre (kal) |
| --------- | ------ | -------------------- | -------------- | ------------- | ---------------------- | ---- | -------------- | -------------- |
| NGC 6710  | SA0+?  | Lenticulaire         | 18h 50m 34.15s | 26° 50′ 18.2″ | 4552 ± 8               | 13,1 | 64,8 ± 5,5     | 142            |
| UGC 11370 | Sdm?   | Spirale magellanique | 18h 51m 45.11s | 26° 33′ 28.8″ | 4544 ± 3               | 15,1 | 64,7 ± 4,5     | 115            |
| UGC 11375 | Scd?   | Spirale              | 18h 54m 23.43s | 24° 39′ 07.8″ | 4320 ± 3               | 14,9 | 61,3 ± 4,3     | 118            |
| UGC 11379 | Scd?   | Spirale              | 18h 56m 43.54s | 25° 14′ 13.6″ | 4400 ± 5               | 14,6 | 62,5 ± 3,9     | 76             |

Le site DeepskyLog permet de trouver aisément les constellations des galaxies mentionnées dans ce tableau ou si elles ne s'y trouvent pas, l'outil du site constellation permet de le faire à l'aide des coordonnées de la galaxie. Sauf indication contraire, les données proviennent du site NASA/IPAC.